# Pecica
Pecica (((IPA-ro | pet͡ʃ ʲ. Ka)), (en húngaro: Pécska) es una ciudad con estatus de oraș de Rumania en el distrito de Arad.
En la antigüedad era una fortaleza dacia llamada Ziridava y actualmente es un sitio arqueológico importante. Se ubica a una distancia de 25 km de Arad. El territorio administrativo de la ciudad se extiende por la meseta de Aradului e incluye como pedanías tres asentamientos rurales: Bodrogu Vechi, Sederhat y Turnu.

## Población
Según el censo de 2002, la población de la ciudad es de 13 024 habitantes. Desde el punto de vista étnico tiene la siguiente estructura: 57,1% rumanos, 32,6% magiares, 8,4% gitanos, 0,6% eslovacos, 0,6% serbios y 0,7% otros o no declarado.

## Historia
La primera mención documental de la localidad se remonta a 1335, cuando era conocida como Petk. En cuanto a las pedanías, Sederhat se conoce desde 1913, Turnu desde 1333 bajo el nombre de Mok y Bodrogu Vechi desde 1422 bajo el nombre de Bodruch.

## Economía
Aunque en la economía de la ciudad prevalece la agricultura, los sectores económicos secundario y terciario también se han desarrollado
recientemente. Además de la agricultura, la industria de la gasolina y el gas también está bien representada. El inicio de la frontera de
el punto de cruce en Turnu y el recorte de las fuentes de aguas termales debe ser la posibilidad más importante para el
el desarrollo económico de la ciudad.

## Patrimonio
Las atracciones turísticas incluyen la iglesia católica y el parque "Lunca Mureşului".

## Ciudades hermanadas
- Woluwe-Saint-Pierre, Bélgica